# Valgevälja
Koordinaten: 58° 54′ N, 23° 33′ O
Valgevälja ist ein Dorf (estnisch küla) in der Stadtgemeinde Haapsalu (bis 2017: Landgemeinde Ridala) im Kreis Lääne in Estland.
Der Ort hat vierzehn Einwohner (Stand 31. Dezember 2011). Er liegt unmittelbar südlich des Dorfs Paralepa.